# Lymnastis galilaeus
Lymnastis galilaeus is een keversoort uit de familie van de loopkevers (Carabidae). De wetenschappelijke naam van de soort is voor het eerst geldig gepubliceerd in 1876 door Piochard de la Brullerie.